# Trichorhina triocis
Trichorhina triocis là một loài chân đều trong họ Platyarthridae. Loài này được Mulaik & Mulaik miêu tả khoa học năm 1943.